# فيليب لي قروس
فيليب لي قروس (3 أكتوبر 1892 في المملكة المتحدة - 27 فبراير 1980 في المملكة المتحدة) (بالإنجليزية: Philip Le Gros)‏ هو لاعب كريكت بريطاني (وحمل سابقاً جنسية المملكة المتحدة لبريطانيا العظمى وأيرلندا). لعب مع Buckinghamshire County Cricket Club ‏ ونادي مارليبون للكريكت ‏ والمقاطعات الوطنية للكريكيت الإنجليزي والويلزي ‏.

## وصلات خارجية
- فيليب لي قروس على موقع إي آس بي آن كريك إنفو (الإنجليزية)